# 南陽龍屬
南陽龍屬（意為「南陽蜥蜴」）是中型的禽龍類恐龍，目前多被認為屬於鴨嘴龍超科。模式種為諸葛南陽龍（N.  zhugeii），化石發現於中國河南省西南部的夏館-高丘盆地，其所在的夏館組底部地層顯示生存年代可能不早於晚白堊世的土侖期。
在1994年，牠們的化石（正模標本，編號IVPP V 11821）於中國河南省南陽市內鄉縣發現，為一具不完整的骨架，缺少頭顱骨，包含：八節後段背椎、六節薦椎、36節尾椎、部分坐骨、以及前肢與後肢骨頭。模式種是諸葛南陽龍（Nanyangosaurus zhugeii），是由徐星、趙喜進、董枝明、李占扬、黄万波、吕君昌等人在2000年命名。屬名意為「南陽的蜥蜴」；種名則是以三國時代人物諸葛亮為名，他在出世以前曾待在南陽地區。
南陽龍的股骨長51.7公分，身長估計約4到5公尺。前肢相當長，具有長手掌。手掌的第一指、第一掌骨沒有保存下來，研究人員推測，南陽龍生前就可能沒有拇指，不類似其近親。根據親緣分支分類法分析，南陽龍是鴨嘴龍超科的原始物種，比原巴克龍還原始，是鴨嘴龍科的近親。